# Droga wojewódzka nr 450
Droga wojewódzka nr 450 (DW450) – droga wojewódzka o długości 63 km, łącząca Kalisz z Wieruszowem. Trasa ta leży na obszarze województw wielkopolskiego i łódzkiego i przebiega przez teren Kalisza oraz powiatów ostrowskiego, ostrzeszowskiego i wieruszowskiego.

## Ważniejsze miejscowości leżące na trasie DW450
- Kalisz (DK12, DK25)
- Gostyczyna
- Ołobok
- Wielowieś
- Grabów nad Prosną (DW447, DW449)
- Siekierzyn
- Doruchów
- Wyszanów
- Wieruszów (DW482)

## Informacje dla samochodów ciężarowych
- przejazd pod wiaduktem kolejowym w Kaliszu pod linią kolejową nr 14 ma tylko 3 metry wysokości
- przejazd pod wiaduktem kolejowym w Wieruszowie pod linią kolejową nr 181 ma według znaku 3,5 metra wysokości ale przechodzi bez problemu 3,86 m